# John Finnis
John Mitchell Finnis (* 28. července 1940, Adelaide) je australský filozof, zabývající se zejména právní filozofií. Je pokládán za jednoho z nejvýznamnějších současných zastánců přirozenoprávní teorie. Vyučuje na Oxfordské univerzitě, kde je emeritním profesorem práva a filosofie práva, a na University of Notre Dame du Lac. Je členem Britské akademie a Papežské akademie pro život.

## Život
Vystudoval St. Peter's College v Adelaide, později univerzitu v Adelaide. Později studoval na základě obdržení stipendia v Oxfordu, kde získal doktorát z filosofie. Od roku 1966 vyučuje v Oxfordu, v 70. letech dvacátého století strávil několik let jako vedoucí katedry práva na Univerzitě v Malawi.

## Dílo
Známý se stal především obhajobou zákazu jakéhokoliv státem podporovaného homosexuálního manželství či partnerství. Svou teorii postavil na teorii Nového přirozeného práva (NNL), založeného na přirozeném právu. Finnis tvrdí, že homosexualita není sice nepřirozená, ale je hrozbou heterosexuálním vztahům, protože sama není plodná a homosexuálové podle něj nejsou schopni stejného citového svazku jako heterosexuálové.
Jeho práce o etice i přirozeném právu jsou značně kontroverzní, dočkaly se vydatné kritiky (např. od Johna Corvina).

### Nejvýznamnější práce
- Natural Law and Natural Rights (1980, 2. vyd. 2011; ve slovenštině vyšlo roku 2019).
- Fundamenthals of Ethics (1983)
- Nuclear Deterence, Morality and Realism (1987)
- Moral Absolutes (1991)